# Allée Django-Reinhardt
L'allée Django-Reinhardt est une voie de Paris, chemin piéton au sein du square de la Raffinerie-Say dans le 13e arrondissement. Elle porte le nom du guitariste Django Reinhardt depuis 2007.

## Origine du nom

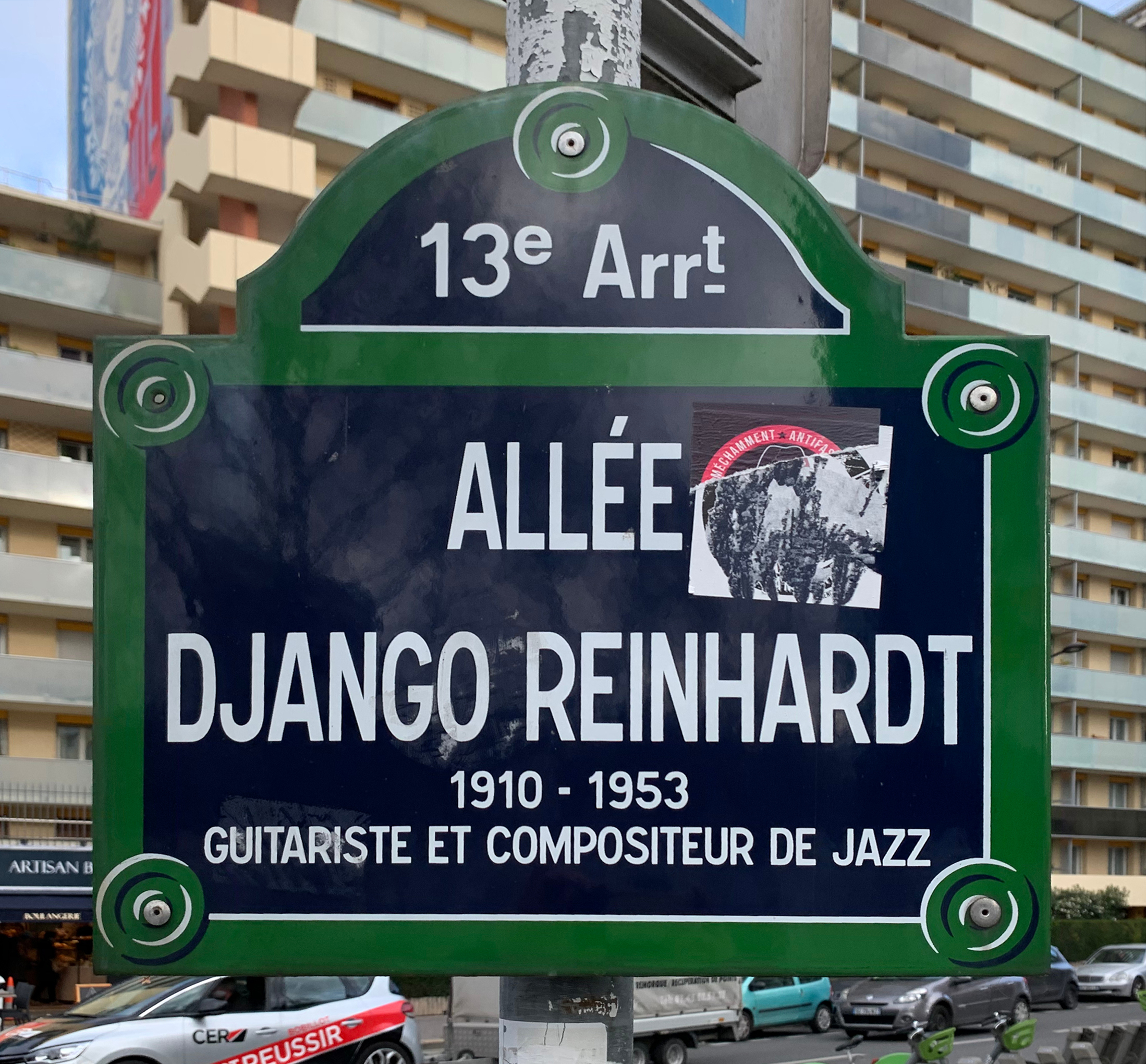
Plaque de la voie.

Elle porte le nom du guitariste Django Reinhardt.